# Zammelbrug
De Zammelbrug is een betonnen liggerbrug over de Grote Nete in Zammel, een gehucht van Geel. De brug ligt net voorbij de samenstroom van Grote Nete en Grote Laak en bestaat uit één overspanning in betonplaat; de voormalige Zammelbrug was een van de eerste spanbetonbruggen in België.